# Kamila Gasiuková-Pihowiczová
Kamila Gasiuková-Pihowiczová (* 8. května 1983 ve Varšavě) je polská právnička a politička, poslankyně Sejmu.
Vystudovala práva na Univerzitě kardinála Stefana Wyszyńského a ekonomii na Vysoké škole ekonomické ve Varšavě.
V roce 2015 se stala členkou strany Nowoczesna a od 18. srpna byla její tiskovou mluvčí. Při parlamentních volbách na podzim 2015 byla zvolena poslankyní. V Sejmu zasedá v komisi pro spravedlnost a lidská práva a v zdravotnické komisi. V prosinci společně s šesti dalšími poslanci a poslankyněmi vystoupila z klubu Nowoczesnej a vstoupila do klubu Občanské platformy, jehož se stala místopředsedkyní.
Kamila Gasiuková-Pihowiczová je vdaná a má dvě děti.